# Сражение при Блади-Брук
Сражение при Блади-Брук (англ. Battle of Bloody Brook) — сражение между воинами нипмуков и покамтуков с одной стороны, и ополченцами Массачусетса и Коннектикута, с другой, произошедшее 28 сентября 1675 года во время Войны Короля Филипа. Индейцы устроили засаду близ ручья Мадди-Брук и атаковали отряд капитана Латропа, сопровождавший обоз с урожаем из Дирфилда в Хадли на западе Массачусетса. Воины убили большинство англичан, прежде чем подоспела рота Сэмюэла Мосли.   
На следующий день выжившие ополченцы вернулись, чтобы похоронить погибших в братской могиле. Позднее колонисты переименовали ручей Мадди-Брук в Блади-Брук — Кровавый Ручей. Сражение стало одним из самых жестоких поражений англичан в ходе войны.

## Предыстория
Племена долины реки Коннектикут имели мало связей с вампаноагами Метакомета, однако через некоторое время после начала войны, они оказались глубоко вовлечёнными в конфликт. Участие индейцев долины реки Коннектикут было спровоцировано экспансией англичан и незаконными сделками с землёй. С 1660-го по 1666 год племена долины вели войну с мохоками, могущественным народом, входившем в конфедерацию ирокезов. В феврале 1666 года покамтуки, которые традиционно проживали вдоль Коннектикута, были вынуждены бежать со своей территории и искать убежище рядом с английскими городами Спрингфилд и Уинсор. В последующие годы торговцу Джону Пинчону удалось заключить несколько сделок с некоторыми вождями племени, в результате чего покамтуки потеряли большую часть своих земель. Большинство покамтуков не имело понятия об этих продажах, и даже те вожди, что заключили соглашение с Пинчоном, рассматривали эти договора как разновидность совместного пользования землёй, позволявшую англичанам жить на территории племени. Но после 1669 года, когда колонисты стали строить фермы и запретили покамтукам возвращаться на свои земли, индейцам стало ясно, что англичане хотят владеть всей территорией племени. В 1673 году на месте главного поселения покамтуков колонисты основали город Дирфилд.
После ухода Метакомета с полуострова Покассет колонисты в долине опасались, что он нападёт на их поселения. Пинчон послал гонца за солдатами в Коннектикут, чтобы защитить район от возможной атаки. Власти Массачусетса тоже не стали медлить и отправили ополченцев, возглавляемых капитанами Томасом Латропом и Ричардом Бирсом. В Хатфилде к ним также присоединилась рота мохеганов. Из-за боязни, что местные индейцы поддержат Метакомета, 24 августа англичане потребовали от них сдать огнестрельное оружие. Ночью нонотуки, ближайшие соседи покамтуков, решили бежать. На следующий день Латроп и Бирс с сотней ополченцев отправились их преследовать, но угодили в засаду, потеряв убитыми 9 человек. Действия массачусетских ополченцев превратили нейтральное племя во врага англичан и способствовали объединению индейцев на западе и севере Новой Англии. 1-го и 2-го сентября воины нонотуков, сококов и покамтуков атаковали фермы колонистов около Дирфилда. Индейцы убили 9 человек и уничтожили все постройки и посевы.
4 сентября отряд капитана Бирса отправился к поселению Скуагик, чтобы эвакуировать местных жителей, но по пути его атаковали сококи и нипмуки во главе с Моноко и Сагамором Сэмом. Индейцы убили Бирса и большинство его солдат, заставив остальных бежать в Хадли. Через два дня после этой стычки майор Роберт Трит с сотней коннектикутских солдат добрался до Скуагика и вывел англичан из поселения.

## Сражение
После разгрома отряда Бирса власти Конфедерации Новой Англии решили набрать армию из 500 человек для защиты поселений вдоль реки Коннектикут. Дополнительные отряды возглавили капитаны Сэмюэл Эпплтон и Сэмюэл Мосли. К майору Триту вскоре присоединились воины пекотов и мохеганов под командованием Джона Мейсона. 12 сентября на Дирфилд было вновь совершено нападение. Командиры ополченцев приняли решение эвакуировать жителей города и направили роту капитана Латропа для сопровождения.
В Дирфилде было собрано большое количество кукурузы, которую погрузили на телеги и подготовили к транспортировке. 18 сентября Латроп направился в город Хадли с 80 солдатами, стерегущими повозки с продовольствием. Колонисты не подозревали, что нипмуки и покамтуки устроили на них засаду в 6 милях к югу от Дирфилда. Англичане отправили на разведку недавно прибывшего капитана Мосли с его кавалерией, и, основываясь на его данных, предположили, что неприятеля поблизости нет. Около 500 воинов, которых возглавил Маттавамп, переправились через реку Коннектикут и их разведчики следили за передвижением обоза Латропа. Найдя подходящее место для засады у ручья Мадди-Брук, индейцы приготовились к атаке. 
Не приняв никаких мер предосторожности, люди Латропа сделали остановку в пути, чтобы набрать дикий виноград. Они сложили своё оружие на телеги и стали собирать вдоль дороги ягоды. Индейцы незаметно окружили караван и атаковали. 40 ополченцев и 17 погонщиков были убиты при первой же атаке, включая Латропа. Перестрелка между колонистами и индейцами продолжалась несколько часов. Узнав о случившемся от горниста Латропа, которому удалось бежать, Мосли со своими людьми поспешил на выручку. После прибытия роты Мосли индейцы прекратили огонь и отступили. Оставшиеся в живых англичане решили вернуться в Дирфилд. Нипмуки и покамтуки не покинули окружавшую город местность и вызывали на бой укрывшихся в Дирфилде людей Мосли, размахивая одеждой убитых колонистов. На следующий день прибыл майор Трит с сотней своих солдат и индейцы покинули окрестности города. После их ухода колонисты вернулись на поле боя, чтобы похоронить павших.
Англичане потеряли в бою более 70 человек убитыми. Сражение при Блади-Брук стало одним из самых тяжких поражений сил Конфедерации Новой Англии в войне Короля Филипа.

## Последствия
4 октября все войска Конфедерации, находившиеся в Спрингфилде, отправились в Хадли на соединение с отрядом Мосли, чтобы выступить против индейцев. На следующее утро воины агавамов, которые прежде не участвовали в конфликте, напали на англичан близ Спрингфилда, а затем сожгли множество построек в самом городе. Атаки индейцев долины реки Коннектикут потрясли колонистов: страх, что все воины коренных народов присоединятся к Метакомету заставил многих англичан усомниться в преданности своих туземных союзников.
После поражения у Блади-Брук представители колоний Новой Англии собрались в Бостоне, чтобы обсудить совместные действия. Несмотря на расхождение во мнениях по поводу как вести войну с индейцами, они сумели достичь важных договорённостей. В Бостоне было официально объявлено, что война с туземцами теперь является общей заботой всех колоний Новой Англии. Также было решено создать объединённую армию численностью около 1000 человек.

## Наследие
Первый памятник, посвящённый сражению при Блади-Брук, состоял из плиты, установленной на прямоугольном кирпичном основании. Он, по всей видимости, был построен между 1680-ми и началом 1700-х годов и является, вероятно, старейшим памятником, посвящённом военному столкновению в Британской Северной Америке. Позднее плиту перенесли во двор частного дома, а затем её установили на нынешнем месте на восточной стороне улицы Норт-Мейн-стрит в Саут-Дирфилде.
В 1838 году из белого мрамора был установлен ещё один монумент в память об этом событии.